# Zhangwan (socken)
Zhangwan (kinesiska: 张湾, 张湾乡) är en socken i Kina. Den ligger i provinsen Jiangsu, i den östra delen av landet, omkring 270 kilometer norr om provinshuvudstaden Nanjing. Antalet invånare är 24097. Befolkningen består av 12 681 kvinnor och 11 416 män. Barn under 15 år utgör 20,0 %, vuxna 15-64 år 68 %, och äldre över 65 år 11,0 %.
Genomsnittlig årsnederbörd är 1 072 millimeter. Den regnigaste månaden är juli, med i genomsnitt 287 mm nederbörd, och den torraste är januari, med 12 mm nederbörd.